# Władysław Migacz
Władysław Migacz (ur. 22 kwietnia 1912 w Nowym Sączu, zm. 15 sierpnia 1980) – polski kartograf, wykładowca Uniwersytetu Wrocławskiego.

## Życiorys
Urodzony 22 kwietnia 1912 r. w Nowym Sączu. W 1969 uzyskał tytuł profesora. Zmarł 15 sierpnia 1980 r., pochowany na Cmentarzu Grabiszyńskim we Wrocławiu.

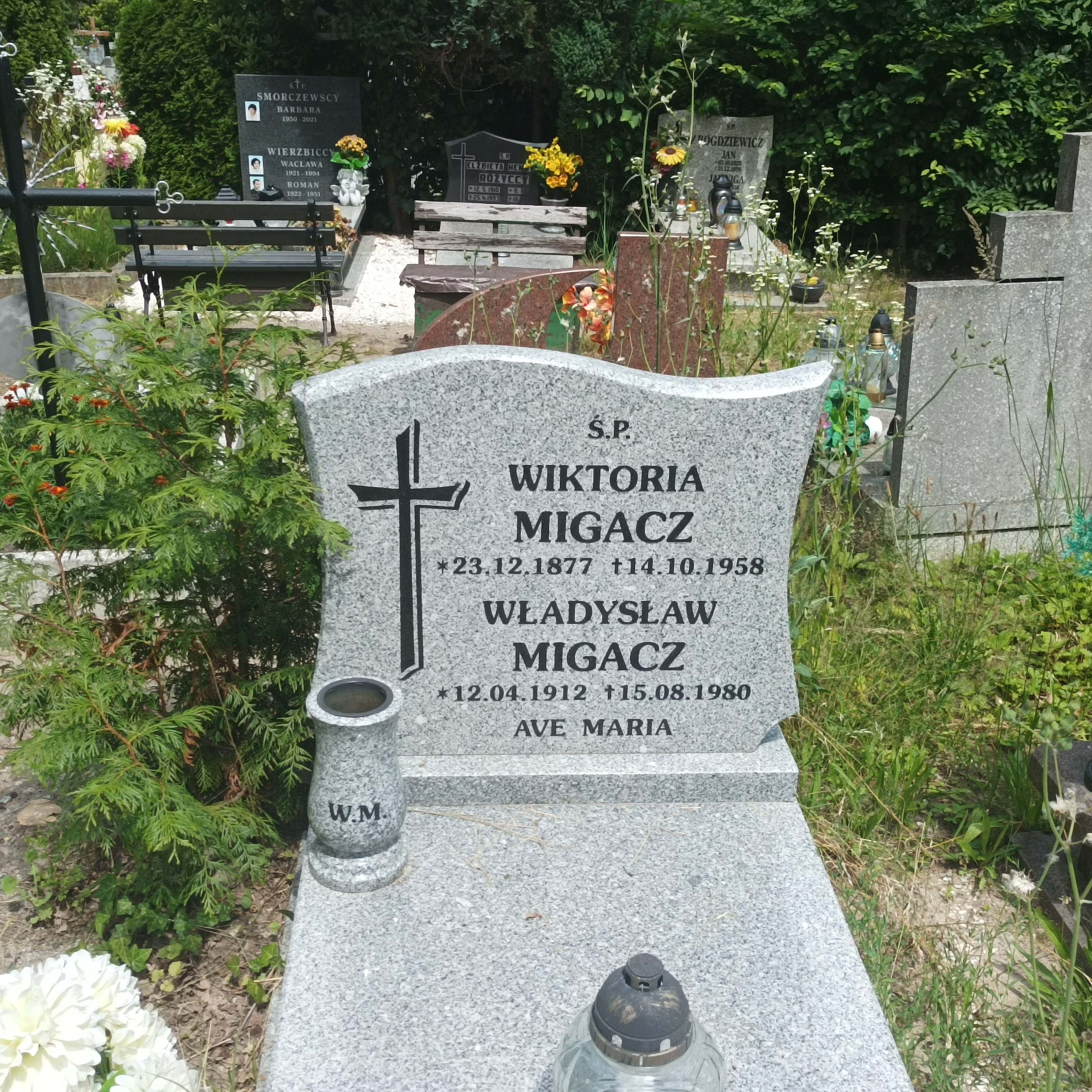
Grób prof. Władysława Migacza na Cmentarzu Grabiszyńskim